# Karl Sayer

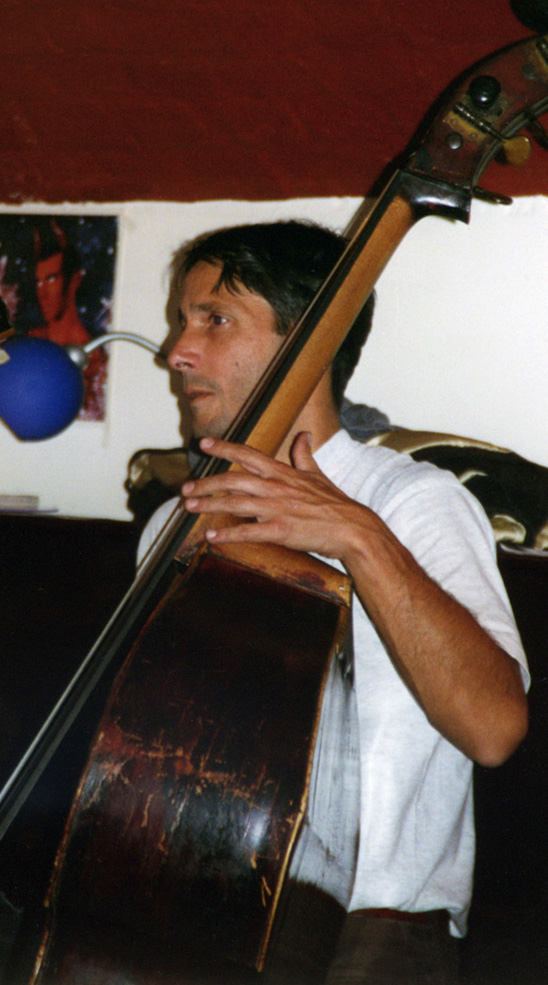
Karl Sayer (Poorboy-Lounge, Wien 1997)

Karl Sayer (* 1953 in Linz) ist ein österreichischer Jazzmusiker (Kontrabass, Komposition).

## Leben und Wirken
Sayer studierte an der Musikhochschule Linz und am Jazzkonservatorium der Stadt Wien. Seit 1980 spielt er Kontrabass im Bereich des avancierten Jazz und der Improvisationsmusik. Er arbeitete mit Musikern wie Sainkho Namtchylak, Myra Melford, Wolfgang Mitterer, Oskar Aichinger, James Blood Ulmer, Idris Muhammad, Doug Hammond, Wolfgang Puschnig, Michael Moore und Simone Kopmajer zusammen.
Er spielte in Gruppen wie dem Karin-Bachner-Quartett, dem RP5 Resetarits-Puschning-Quintett, dem Annett4tett (um Annette Giesriegl), Stefan Pelzl's Juju, dem Reinhard-Micko-Trio und dem Otto-Lechner-Orchester.
Daneben verwirklichte er eigene Projekte wie A Dog Called Horse und Pulse. Mit der Gruppe Karl Sayer & The Happy Electrics (mit Andy Bartosh, Oliver Gattringer, Patrice Héral und Paul Urbanek) nahm er das Album Wait – Dont Wait (1994) auf.